# Norges hemvärn

Generalinspektörens befälstecken.

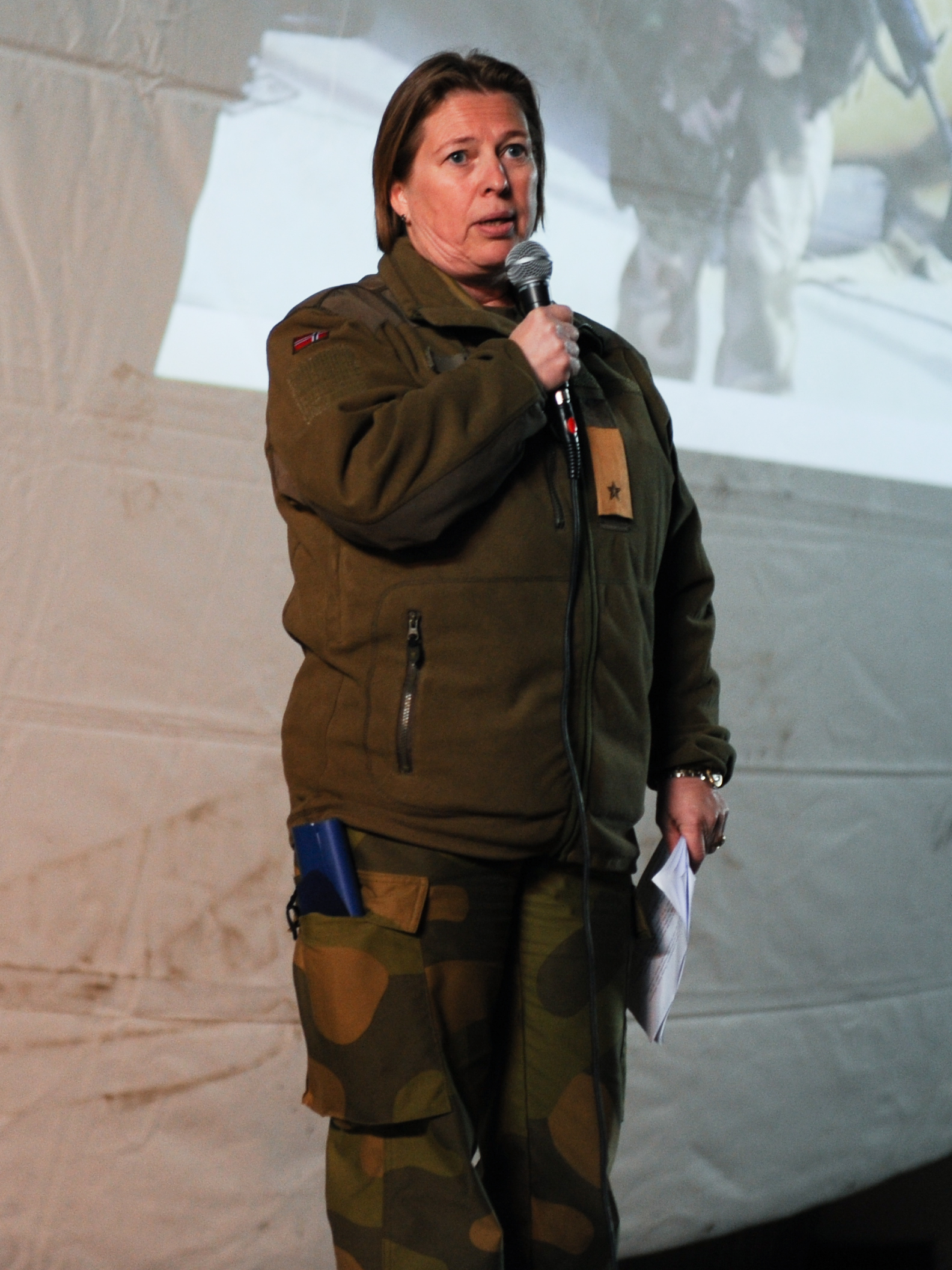
Generalinspektören för det norska hemvärnet, generalmajor Kristin Lund.

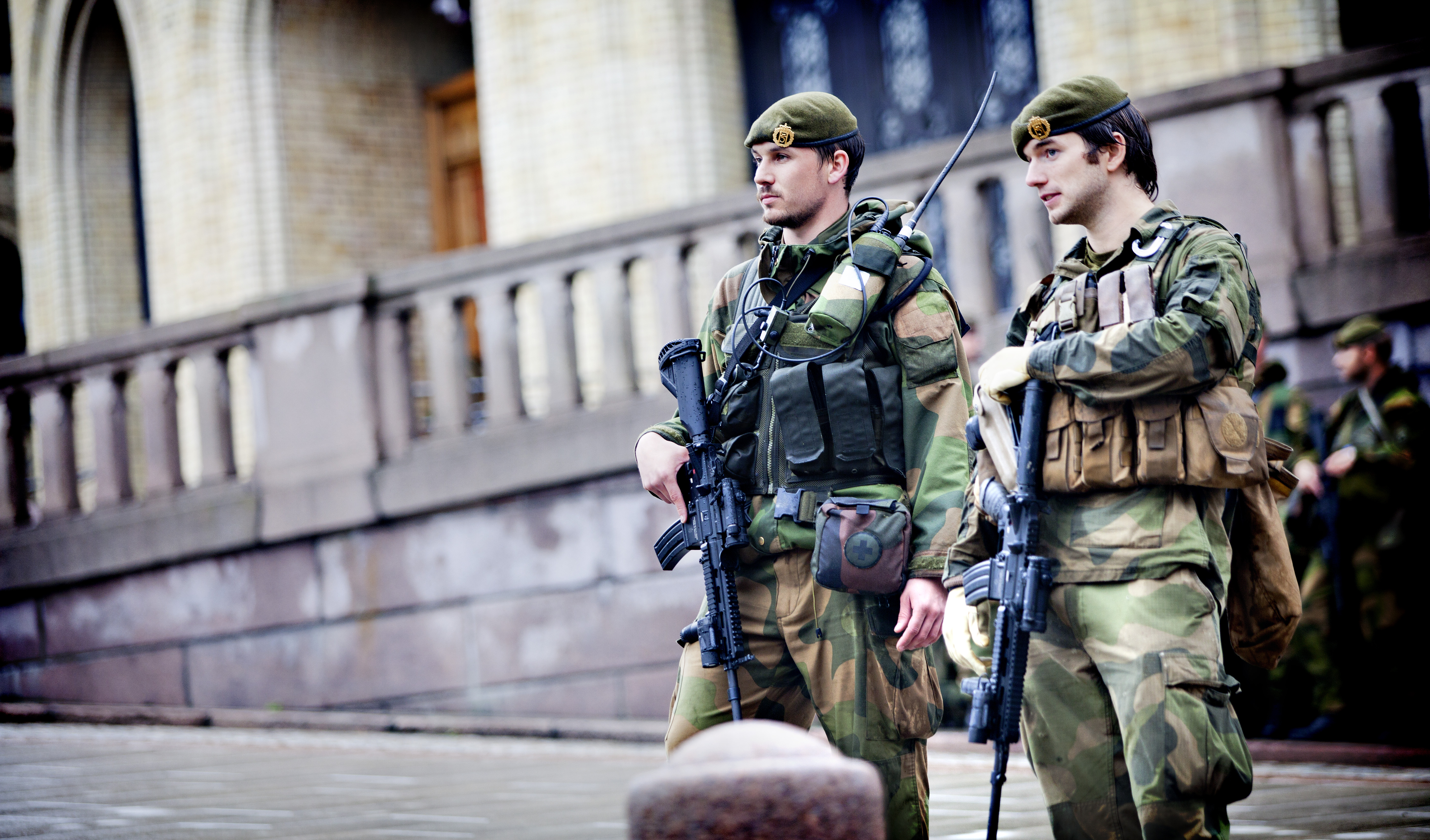
Hemvärnssoldater bevakar Stortinget efter terrorattentaten i Norge 2011.

Heimevernet (HV) är den norska motsvarigheten till Hemvärnet i Sverige. Det grundades den 6 december 1946 som en fortsättning av ockupationstidens väpnade motståndsrörelse Milorg, när den tidigare Milorg-chefen Jens Christian Hauge var försvarsminister. Det norska hemvärnet grundades för att kanalisera den folkliga försvarsviljan och för att knyta tätare band mellan folket och försvarsmakten. I många år var det norska hemvärnet präglat av arvet från Milorg. Det har alltid varit politiskt viktigt och har ironiskt omtalats som "Arbeiderpartiets forsvarsgren"..

## Uppdrag
- Närskydd och objektskydd
  - Skydd av stridskrafter på marken - Force Protection.
  - Klargöring av förhandslagrad materiel
  - Skydd av infrastruktur, nyckelpersonal och materiel
  - Spaning och övervakning
  - Värdskap vid besök och allierade övningar
- Stöd till övriga försvarsgrenar och hela totalförsvaret i fred, kris och krig.
- Stöd till det civila samhället.

## Organisation
Det norska hemvärnet är en egen försvarsgren. Generalinspektøren for Heimevernet (GIVH) är dess högste chef. Generalmajor Kristin Lund är generalinspektör sedan september 2009.  GIHV har också en egen stab, Heimevernsstaben (HVST).
Det norska hemvärnet består av tre delar:
- Landheimevernet (LHV)
- Sjøheimevernet (SHV)
- Luftheimevernet (LUHV)

### Ledningsstruktur
- HVST
  - Hemvärnsdistrikt (se nedan)
    - Kommando (Insatskommando eller förstärkningskommando; se nedan)
      - Område
        - Pluton
          - Grupp

### Territoriell indelning
Region 1
- Oslofjord Heimevernsdistrikt 01 - HV-01 - Rygge
- Oslo og Akershus Heimevernsdistrikt 02 - HV-02 - Lutvann
- Telemark og Buskerud Heimevernsdistrikt 03 - HV-03 - Heistadmoen
- Opplandske Heimevernsdistrikt 05 - HV-05 - Terningmoen

Region 2
- Rogaland Heimevernsdistrikt 08 - HV-08 - Vatneleiren
- Bergenhus Heimevernsdistrikt 09 - HV-09 - Bergenhus

Region 3
- Møre og Romsdal Heimevernsdistrikt 11 - HV-11 - Setnesmoen
- Trøndelag Heimevernsdistrikt 12 - HV-12 - Værnes
- Sør-Hålogaland Heimevernsdistrikt 14 - HV-14 - Drevjamoen

Region 4
- Nord-Hålogaland Heimevernsdistrikt 16 - HV-16 - Elvegårdsmoen
- Vest-Finnmark Heimevernsdistrikt 17 - HV-17 - Porsangermoen

Det norska hemvärnet har två utbildningscentrum: Heimevernets skole- og kompetasesenter och Heimevernets befalsskole .

## Personal
De flesta av det norska hemvärnets medlemmar är värnpliktiga som är krigsplacerade och ålagda beredskapstjänstgöring i hemvärnet. De har genomgått 3-6 månaders grundläggande militär utbildning eller full förstagångstjänstgöring.

### Insatsstyrkan
Det norska hemvärnets insatsstyrka etablerades 2005-6. Den består av frivilliga, som genomgått tester och säkerhetskontroll. Insatsstyrkan består av sammanlagt 5 000 hemvärnsbefäl och hemvärnssoldater. Den är mobiliserbar inom 24 timmar. Personalen har frivilligt skrivit kontrakt med hemvärnet och tjänstgör upp till 30 dagar per år.

### Förstärkningsstyrkan
Förstärkningsstyrkan utgör huvuddelen av det norska hemvärnet. Dess uppgift är att förstärka, stödja och avlösa instatsstyrkan, för att säkerställa uthållighet samt för att friställa insatsstyrkan för nya uppdrag. Förstärkningsstyrkan består av 25 000 hemvärnsbefäl och hemvärnssoldater som övar fem dagar per år.

### Uppföljningsstyrkan
Uppföljningsstyrkan utgör en reservstyrka till förstärkningsstyrkan och består av ca 20 000 hemvärnsbefäl och hemvärnssoldater.

## Hemvärnets insatsstyrka

### Organisation
Det norska hemvärnets insatskommandon har fått namn efter operationer som Kompani Linge genomförde under andra världskriget.
- HV01 - Polar Bear VI
- HV02 - Derby
- HV03 - Gunnerside
- HV05 - Grebe
- HV08 - Osprey, Varg
- HV09 - Bjørn West
- HV11 - Archery
- HV12 - Rype
- HV14 - Heron
- HV16 - Claymore,  Delfin
- HV17 - Ida & Lyra

- SHV Sør-Norge - Bundle
- SHV Vest-Norge - Salamander
- SHV Midt-Norge - Waxwing
- SHV Nord-Norge - Anklet

### Förbandstyper

#### Landheimevernet
- Insatsplutoner har som huvuduppgifter objektskydd och force protection.
- Jägarplutoner har uppgifter inom spaning och ytövervakning.
- Prickskytteplutoner har som uppgift force protection, spaning och bekämpning. Det finns fyra pricksytteplutoner utrustade med finkalibriga prickskyttegevär samt 12,7 mm Barrett M82.
- Militärpolisplutoner skall utreda brott- och disciplinmål, bedriva trafikreglering, ordningstjänst, räddningstjänst, krigsfångetjänst och bevakningstjänst. All personal är utbildad som militär eller civil polis.
- Hundplutoner ansvarar för patrullering, larmning, räddning och eftersök. Det finns 10 hundplutoner i det norska hemvärnets insatsstyrka.
- CBRN-plutoner har förmåga att detektera radiologiska vapen, biologiska vapen och kemiska vapen samt utsläpp från kemisk industri. Den skall också sanera personal och materiel.
- Stabsplutoner finns vid varje hemvärnsdistrikt. Det har kapacitet att stödja insatsstaben vid sambands-, underrättelse- och operationsledning. Den ansvarar för sjukvårds- och underhållstjänst.
- Sjukvårdsplutoner etablerar förbandsplatser och är utrustade med modern medicinsk utrustning, bland annat ambulanser, defibrillatorer och syrgas.

#### Sjøheimevernet
- Kustövervakningsposteringar använder sig av mobil radar för att övervaka, identifiera och rapportera maritima aktiviteter inom sitt ansvarsområde.
- Äntringsgrupper/Boarding Teams  utgår från sjöhemvärnets snabbgående båtar. De utför visitering, kontroll och genomsökning av fartyg.
- Dykargrupper kontrollerar fartyg under vattenlinjen. De rekognoserar också efter sprängämnen under vattnet.
- Fartygsdivisionen består av 12 fleruppgiftsfartyg och två stabs-/underhållsfartyg. De utgör ryggraden i sjöhemvärnets insatsstyrka och bistår vid bordning.